# 马尔切洛·米亚尼
马尔切洛·米亚尼（義大利語：Marcello Miani，1984年3月5日—），意大利男子赛艇运动员。他曾代表意大利参加2008年、2012年和2016年夏季奥林匹克运动会赛艇比赛，最好名次是2008年奥运会的第四名。